# Karhusaari (Kotka)
Pour l'île du district de Östersundom à Helsinki, voir Karhusaari.
Karhusaari est une île de l'archipel de Kotka dans le golfe de Finlande en Finlande,.

## Géographie
Karhusaari a une superficie de 38,7 hectares et sa plus grande longueur est de 1,1 kilomètre dans la direction Sud-ouest-Nord-est.
Actuellement Karhusaari est une propriété privée qui accueille des groupes en pension complète.
Les visiteurs peuvent séjourner dans des cabanes en rondins, des maisons mitoyennes ou dans le bâtiment principal.